# Nederlandsch Zendeling Genootschap

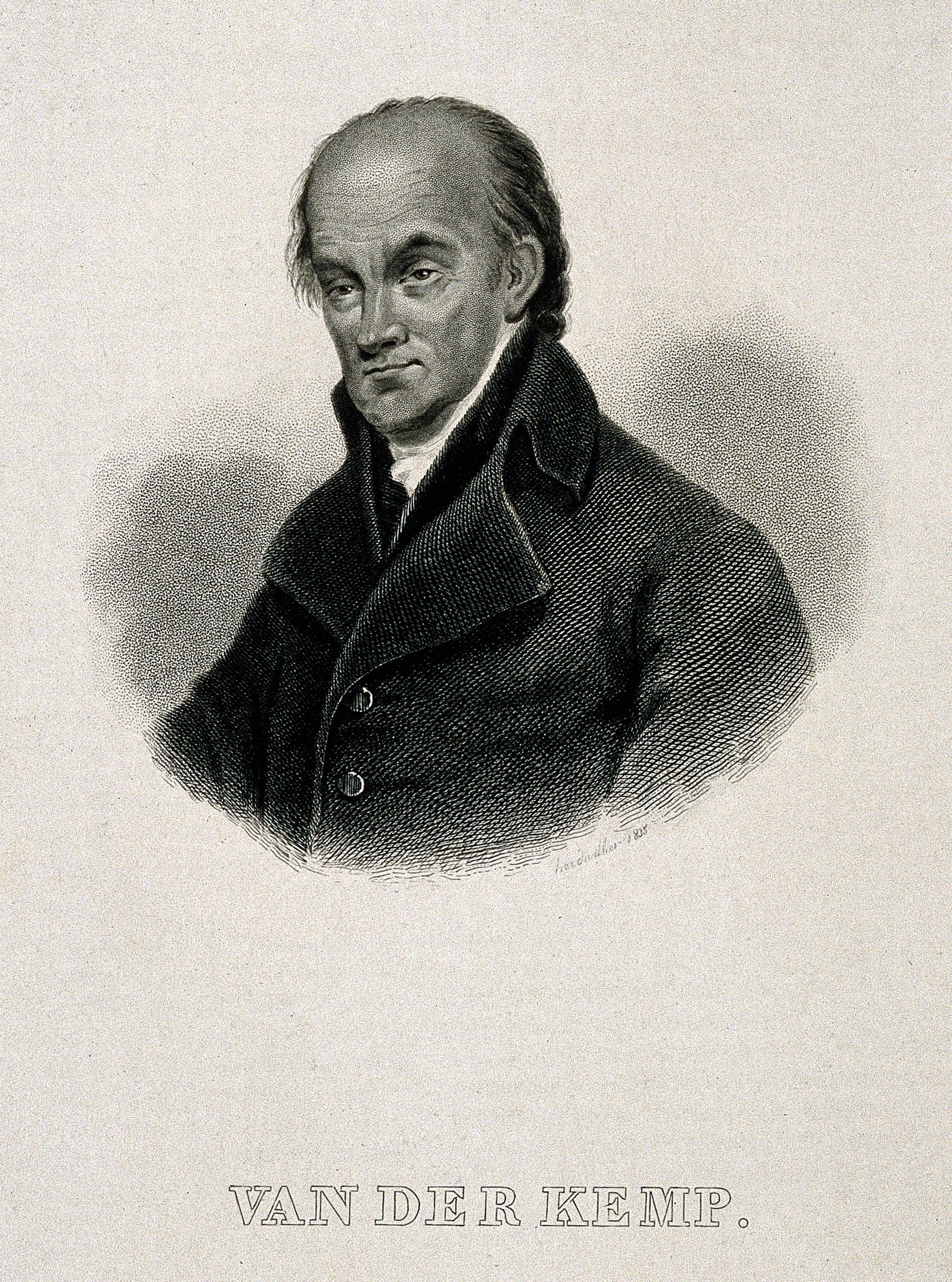
Johannes Theodorus van der Kemp

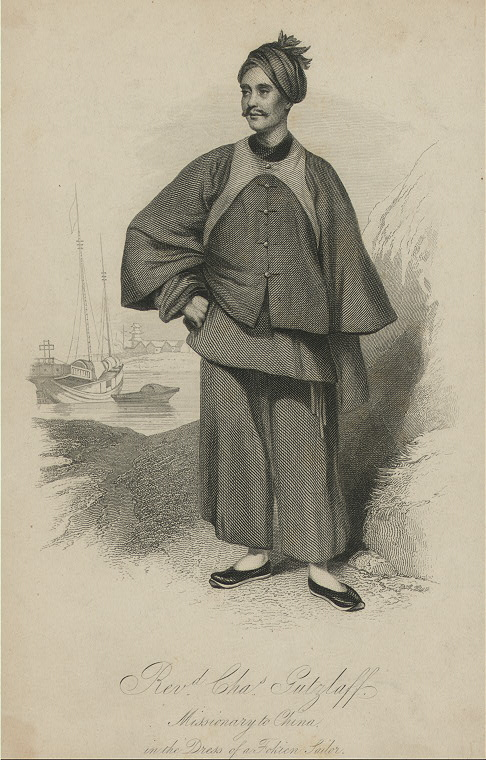
Karl Gützlaff in chinesischer Landestracht

Die Nederlandsch Zendeling Genootschap (NZG; anfangs mit vollen Namen Nederlandsch Zendeling Genootschap ter voortplanting en bevordering van het Christendom, bijzonder onder de heidenen, deutsch: Niederländische Missionsgesellschaft zur Weiterpflanzung und Förderung des Christentums, besonders unter den Heiden) war eine von 1797 bis 1951 bestehende Missionsgesellschaft.

## Geschichte
Die Nederlandsch Zendeling Genootschap wurde auf Initiative von Jan van der Kemp (1747–1811) 1797 in Rotterdam gegründet. Das Vorbild gab die zwei Jahre zuvor gegründete London Missionary Society (LMS); Jan van der Kemp selbst arbeitete später als Missionar der Londoner Missionsgesellschaft in Südafrika. Die NZG war calvinistisch ausgerichtet und dabei zum einen der Nederlandse Hervormde Kerk verbunden und zum anderen durch die Erweckungsbewegung (niederländisch: Réveil) geprägt.
Ihr Schwerpunkt war die Missionsarbeit in Indonesien. Zur Zeit der Qing-Dynastie entsandte sie auch Missionare nach China. Ein früher Bibelübersetzer, der zunächst von der NZG ausgesandt wurde und auch später seine Mission eng mit ihr abstimmte, war Karl Gützlaff. Der Missionar und Ethnograph Albert C. Kruyt auf Celebes, Verfasser von Het animisme in den Indischen archipel (1906), gehörte ihr ebenfalls an.

## Publikationen
Sowohl um für die Mission zu werben als auch über deren Fortgang (und deren Erfolge) zu berichten, gab die NZG die Mededeelingen van wege het Nederlandsche Zendeling-genootschap heraus.